# دینتن ام هوخکونیش
دینتن ام هوخکونیش (به آلمانی: Dienten am Hochkönig) یک منطقهٔ مسکونی در اتریش است که در ناحیه تسل آم زه واقع شده‌است. دینتن ام هوخکونیش ۴۹٫۷۴ کیلومتر مربع مساحت دارد ۱٬۰۷۱ متر بالاتر از سطح دریا واقع شده‌است.